# Teresa Villaverde
Pour les articles homonymes, voir Villaverde.
Teresa Morais Villaverde Cabral, née à Lisbonne le 18 mai 1966, est une cinéaste portugaise. Elle fait partie des cinéastes qui ont renouvelé le cinéma portugais dans les années 1990.

## Biographie
Teresa Villaverde Cabral, est d'abord metteuse en scène de la troupe de théâtre de l'École des Beaux-Arts de Lisbonne. Elle est ensuite monteuse et réalisatrice de films. En 1986, Teresa Villaverde tient son premier rôle dans À fleur de mer, film de João César Monteiro. En 1990, elle réalise le scénario avec Olivier Assayas, Manuel Mozos et João Canijo pour le film Filha da Mãe. En 1991, elle écrit le scénario et réalise A Idade Maior, film avec l'actrice Maria de Medeiros. En 1994, elle fait jouer à nouveau Maria de Medeiros pour Três Irmãos, qui remporte en 1994 le Prix de la meilleure actrice à la Mostra de Venise et au Festival du film de Cancún au Mexique. 
En 1998, elle réalise Les Mutants, film sélectionné au Festival de Cannes dans la catégorie Un certain regard. En 2004, elle fait le portrait de Pedro Cabrita Reis, dans A favor da Claridade. En 2006, son film Transe est présenté au Festival de Cannes à la Quinzaine des réalisateurs. En 2014, elle  réunit treize réalisateurs dont Isild Le Besco et Jean-Luc Godard dans Ponts de Sarajevo.
Le Centre Pompidou propose en juin 2019, une rétrospective de ses films. Elle fait partie des personnes avec Manoel de Oliveira, Joao Pedro Rodrigues, Joao César Monteiro, Pedro Costa et Miguel Gomes qui ont renouvelé le cinéma au Portugal dans les années 1990.

## Filmographie
- 1991 : A Idade Maior (pt), présenté à la Berlinale 1991[4]
- 1994 : Três Irmãos, Coupe Volpi pour la meilleure interprétation féminine pour Maria de Medeiros à la Mostra de Venise 1994[5].
- 1998 : Les Mutants (Os Mutantes), présenté au Festival de Cannes 1998 dans la section Un certain regard[6].
- 2001 : Eau et Sel (Água e Sal)
- 2004 : A Favor da Claridade
- 2004 : Visions of Europe  (film collectif), segment Cold Wa(te)r
- 2006 : Transe, présenté à la Quinzaine des réalisateurs 2006[7]
- 2011 : Cisne, présenté à la Mostra de Venise
- 2014 : Où en êtes-vous ? (pt) (film collectif)
- 2014 : Les Ponts de Sarajevo (film collectif), segment Sara e a Sua Mãe
- 2017 : Contre ton cœur (Colo)